# Molophilus (Molophilus) alexanderianus
Molophilus (Molophilus) alexanderianus is een tweevleugelige uit de familie steltmuggen (Limoniidae). De soort komt voor in het Palearctisch gebied.